# Ismael Torres
Ismael Héctor Torres (27 de março e 1952 — 21 de outubro de 2003) foi um ciclista olímpico argentino. Torres representou sua nação no evento de perseguição por equipes (4.000 m) nos Jogos Olímpicos de Verão de 1972, em Munique.